# Melchow
Melchow (pr. ˈmɛlçoː) è un comune di 1 084 abitanti del Brandeburgo, in Germania.

Appartiene al circondario (Landkreis) del Barnim (targa BAR) ed è parte della comunità amministrativa (Amt) di Biesenthal-Barnim.

## Geografia antropica

### Suddivisioni amministrative
Al comune di Melchow appartiene la frazione (Ortsteil) di Schönholz.